# Gen-X Cops
Série
Gen-Y Cops
(2000)
Pour plus de détails, voir Fiche technique et Distribution.
Gen-X Cops est un film hongkongais réalisé par Benny Chan, sorti le 18 juin 1999.

## Synopsis
Trois jeunes de l'école de police, Match, Alien et Jack, sont sélectionnés pour leur look et attitude provocante dans le but d'infiltrer un gang local.

## Fiche technique
- Titre : Gen-X Cops
- Titre original : 特警新人類 (Dak ging san yan lui)
- Réalisation : Benny Chan
- Scénario : Benny Chan
- Production : Benny Chan, John Chong, Jackie Chan, Willie Chan et Thomas Chung
- Musique : Nathan Wang
- Photographie : Arthur Wong
- Montage : Cheung Ka-Fai
- Pays d'origine : Hong Kong
- Format : Couleurs - 2,35:1 - Dolby Digital - 35 mm
- Genre : Action, comédie policière, thriller
- Durée : 113 minutes
- Date de sortie : 18 juin 1999 (Hong Kong)

## Distribution
- Nicholas Tse : Jack
- Stephen Fung : Match
- Sam Lee : Alien
- Grace Yip : Y2K
- Eric Tsang : Inspecteur Chan
- Daniel Wu : Daniel
- Tôru Nakamura : Akatora
- Terence Yin : Tooth
- Francis Ng : Lok
- Jaymee Ong : Haze
- Moses Chan : Super intendant To
- Bey Logan : Commandant du SDU
- Ken Lo : Wing
- Irene Luk : Une des filles de Lok
- Tracy Wong : Une des filles de Lok
- Jackie Chan : un pêcheur

## Autour du film
- Le réalisateur Alan Mak fait une petite apparition dans le rôle de l'officier chargé de la correctionnelle.
- l'acteur Jackie Chan, producteur du film, fait une courte apparition à la fin du film dans le rôle d'un pêcheur.

## Récompenses
- Nomination au prix des meilleures chorégraphies (Li Chung-Chi), meilleure direction artistique (Bruce Yu), meilleure photographie, meilleurs costumes et maquillages (Bruce Yu), meilleur montage et meilleur mixage, lors des Hong Kong Film Awards 2000.